# Anna-Mathilde (Senftenberg)

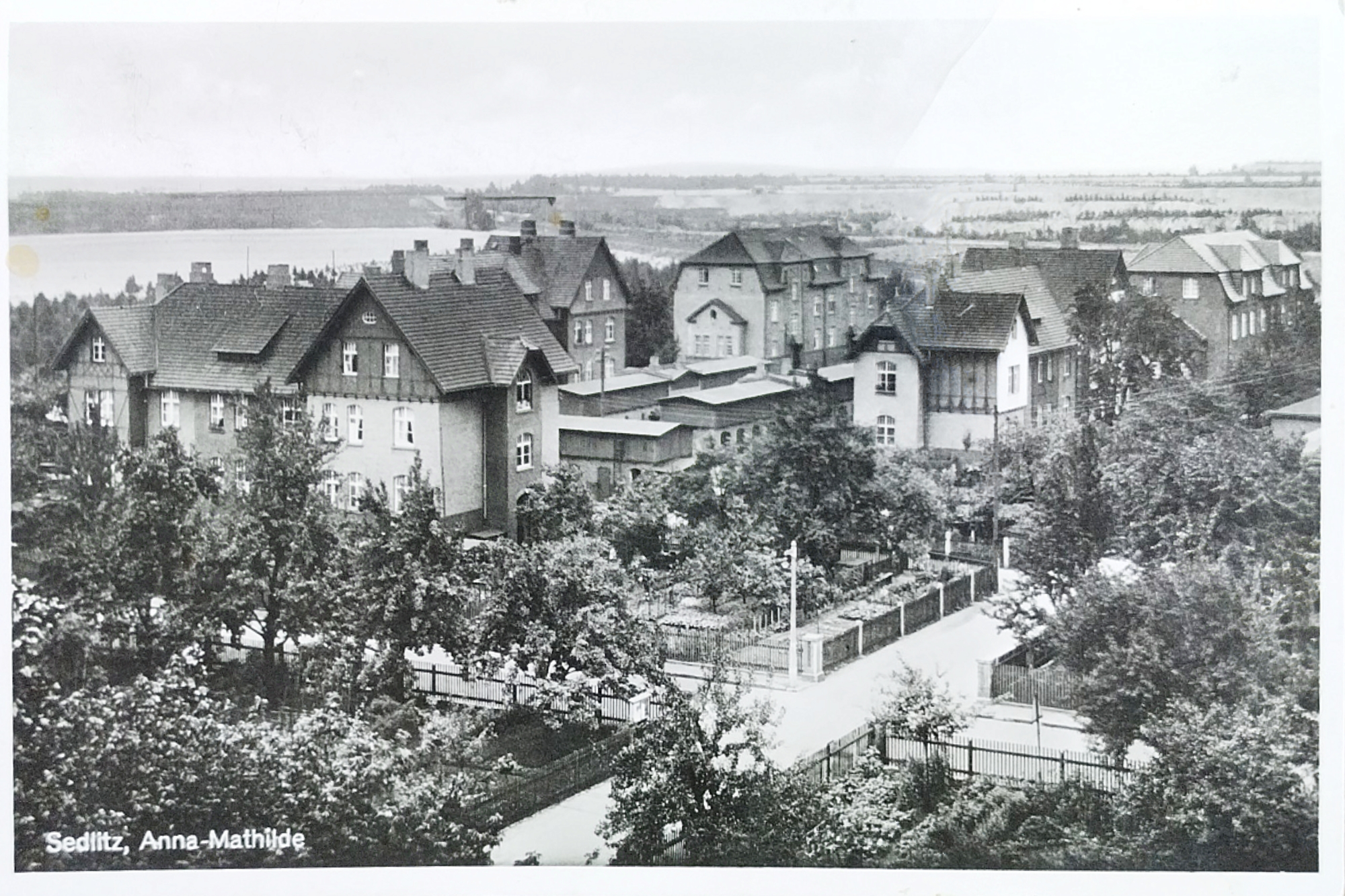
Historische Ansicht

Anna-Mathilde war ein Ortsteil von Sedlitz mit etwa 685 Einwohnern im Landkreis Oberspreewald-Lausitz in Brandenburg. Anna-Mathilde war eine klassische Bergbausiedlung. Der Ortsteil bestand bis 1988 und wurde zugunsten des Braunkohlentagebaus Meuro devastiert.

## Lage und Umgebung
Anna-Mathilde befand sich ungefähr 2,6 Kilometer nordwestlich von Sedlitz und 3,2 Kilometer südlich von Großräschen an der Eisenbahnstrecke Senftenberg – Lübbenau.

## Geschichte

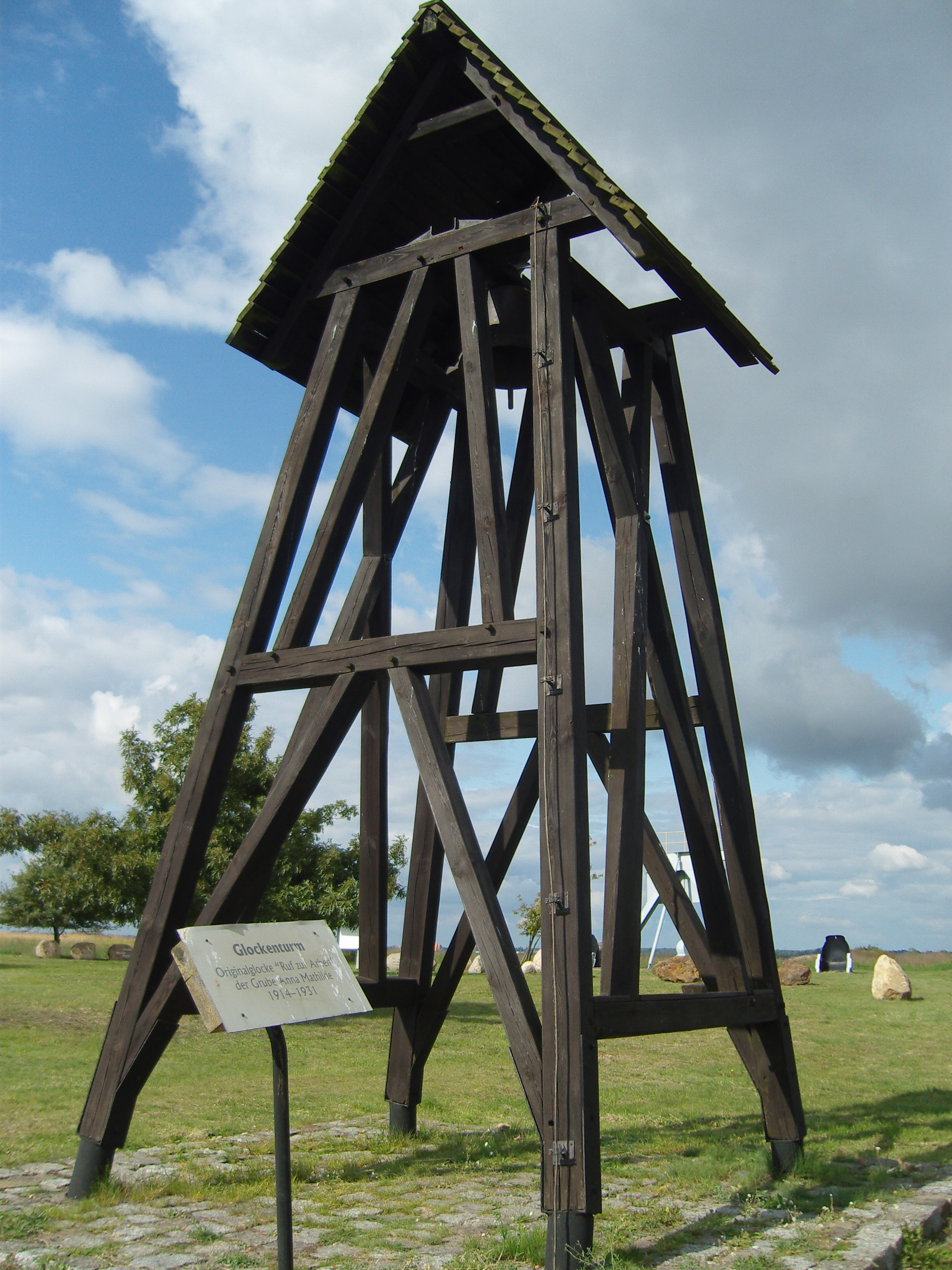
Glockenturm am Aussichtspunkt Reppist mit der Arbeitsglocke der Grube

Die Gegend um Anna-Mathilde war schon in früher Zeit besiedelt, wie Urnenfunde im Bereich Roickmühle beweisen. Grund waren wahrscheinlich die am Rand der Raunoer Hochfläche entspringenden Bäche, welche vier Mühlen antrieben, sowie der einstmals fruchtbare Boden.
Im Jahr 1900 wurden die ersten drei Wohnhäuser für Beschäftigte der Grube und Brikettfabrik Anna-Mathilde errichtet. 1903 wurde durch die Ilse Bergbau AG mit dem Bau der Kolonie Anna-Mathilde begonnen. Bis 1906 entstanden 7 Beamtenhäuser mit 17 Wohnungen sowie 17 Arbeiterhäuser mit 97 Wohnungen. Die Bevölkerung wuchs auf über 500 an, so dass zur Versorgung ein Kaufhaus, ein Postamt, ein Gasthaus sowie eine Bäckerei gebaut wurden. 1919 kam ein großes Badehaus dazu, welches von der gesamten Bevölkerung der Ortschaft genutzt werden konnte.
Später wurden soziale Einrichtungen wie Kindergarten (1935) und Ambulanz geschaffen.
Am 29. Juni 1930 wurde die katholische Kirche St. Bonifatius eingeweiht, welche vor allem Gottesdiensten der Neubürger diente, die oft aus Polen oder aus dem Gebiet um Posen nach dem Ersten Weltkrieg umsiedelten. Die Kirche, die teilweise auch als Kapelle bezeichnet wurde, trug das Patrozinium des heiligen Bonifatius. Das in Form einer Baracke errichtete Bauwerk wurde 1945, in den letzten Tagen des Zweiten Weltkriegs, zerstört.
Nach dem Zweiten Weltkrieg gingen die Häuser der Siedlung sowie die Brikettfabrik und Kraftwerk in Volkseigentum über. 1952 wurde das Kulturhaus in Betrieb genommen.
Die katholischen Gottesdienste fanden nach dem Zweiten Weltkrieg zunächst in Gaststätten statt. Am 29. Juni 1951 wurde die wiederaufgebaute katholische Kirche durch Kapitularvikar Ferdinand Piontek geweiht, die nun das Patrozinium St. Mariä Himmelfahrt bekam.
Ab 1986 begann man mit dem Heranrücken des Tagebaus Meuro mit der Umsiedlung der Einwohner, vor allem in Plattenbau-Siedlungen in Großräschen und Senftenberg, welche 1988 abgeschlossen war. 1986 wurde auch die katholische Kirche abgerissen.
Heute erinnert nur noch ein Gedenkstein am westlichen Rand von Sedlitz an den Ort, welcher ganze 88 Jahre existierte.

## Sehenswürdigkeiten

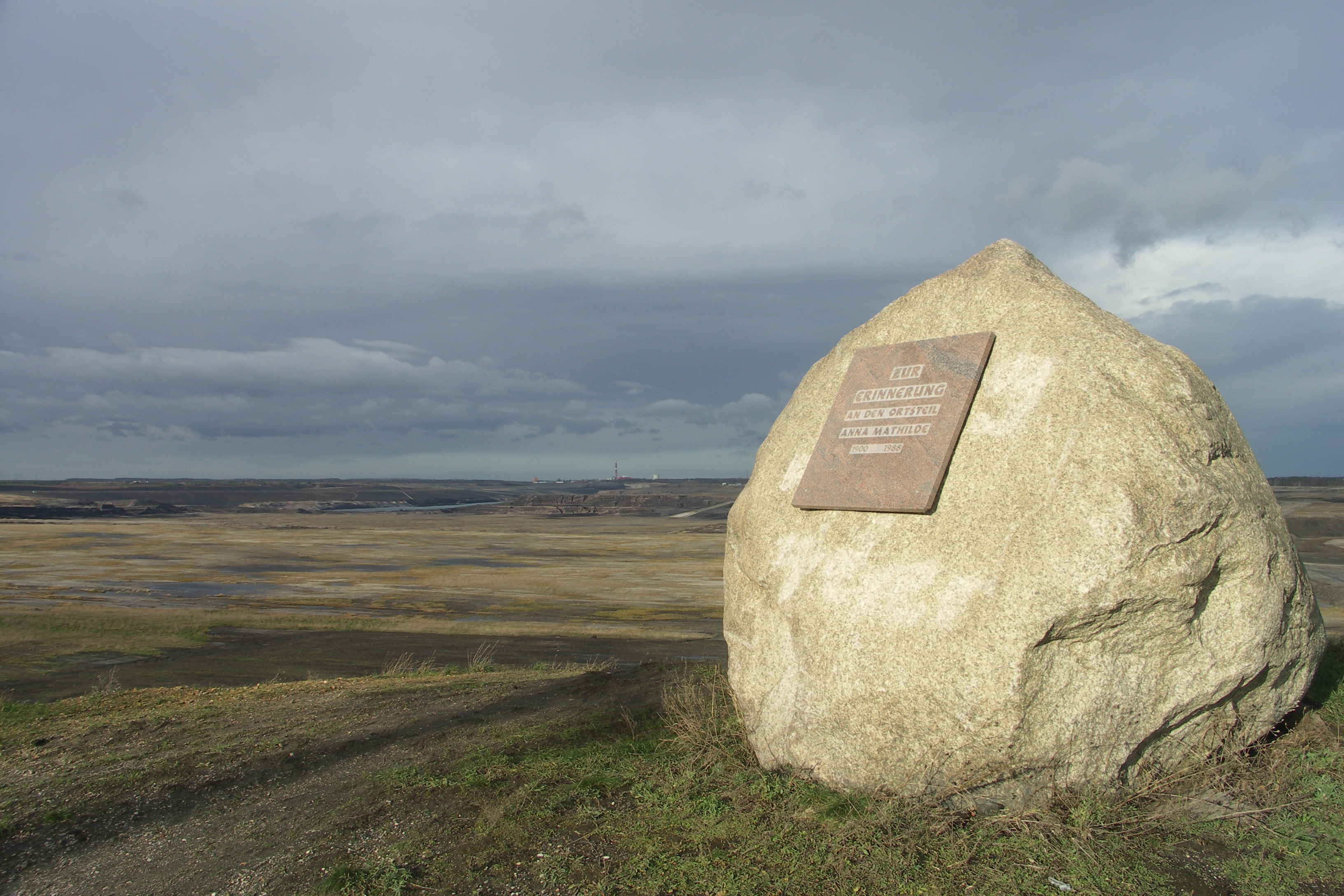
Gedenkstein

Prägend für das Gemeindegebiet war die 1928/1929 erbaute sogenannte Bunkerbrücke, ein Viadukt aus Stahlbeton, welches Teile des Ortes überspannte. Auf ihr fuhren mit Rohbraunkohle beladene Züge direkt in den Bunker der Brikettfabrik. Ihre Konstruktion wurde in Fachkreisen oft zitiert und einige Jahre später beim Bau der Autobahnbrücke über das Teufelstal wiederholt.